# No Holdin' Back
No Holdin' Back è il quinto album in studio del cantante statunitense Randy Travis, pubblicato nel 1989.

## Tracce
1. Mining for Coal – 3:08
2. Singing the Blues – 2:19
3. When Your World Was Turning for Me – 2:40
4. He Walked on Water – 3:28
5. No Stoppin' Us Now – 3:05
6. It's Just a Matter of Time – 3:59
7. Card Carryin' Fool – 2:27
8. Somewhere in My Broken Heart – 3:16
9. Hard Rock Bottom of Your Heart – 4:06
10. Have a Nice Rest of Your Life – 3:24